# Pavillon populaire

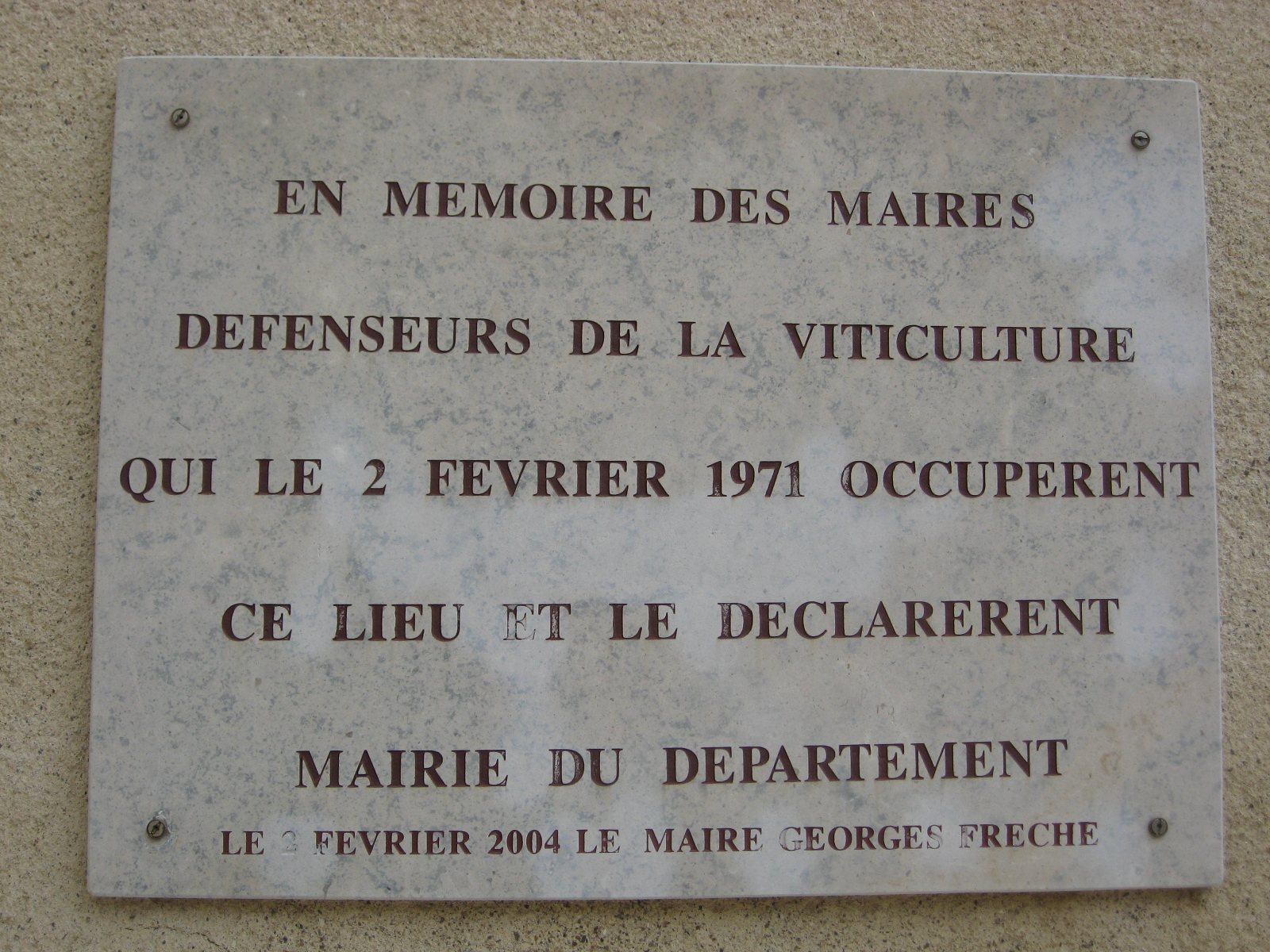
Plaque visible à l'entrée du Pavillon.

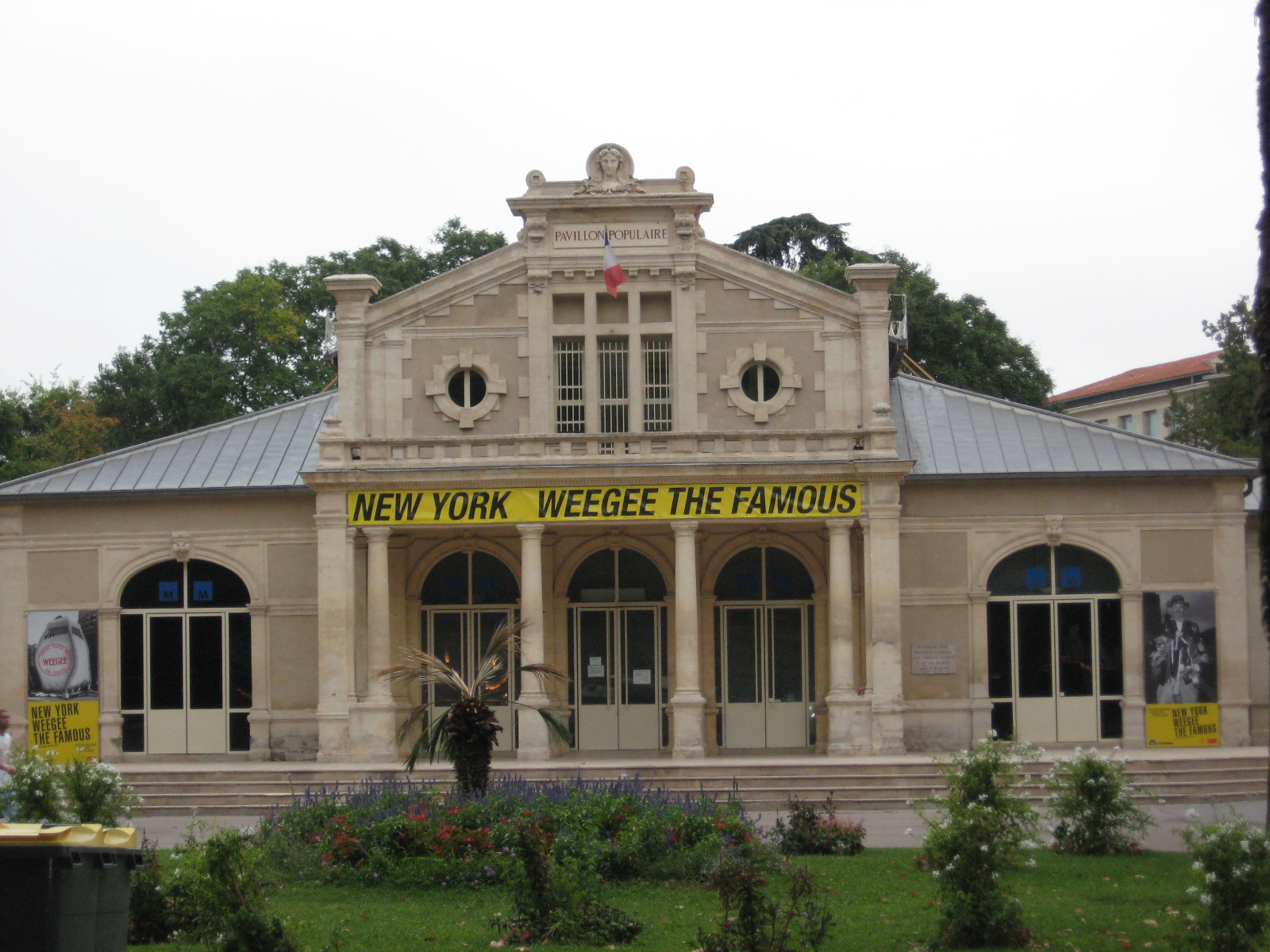
Pavillon populaire à Montpellier, accueillant une exposition des photographies de Weegee (juin-septembre 2008).

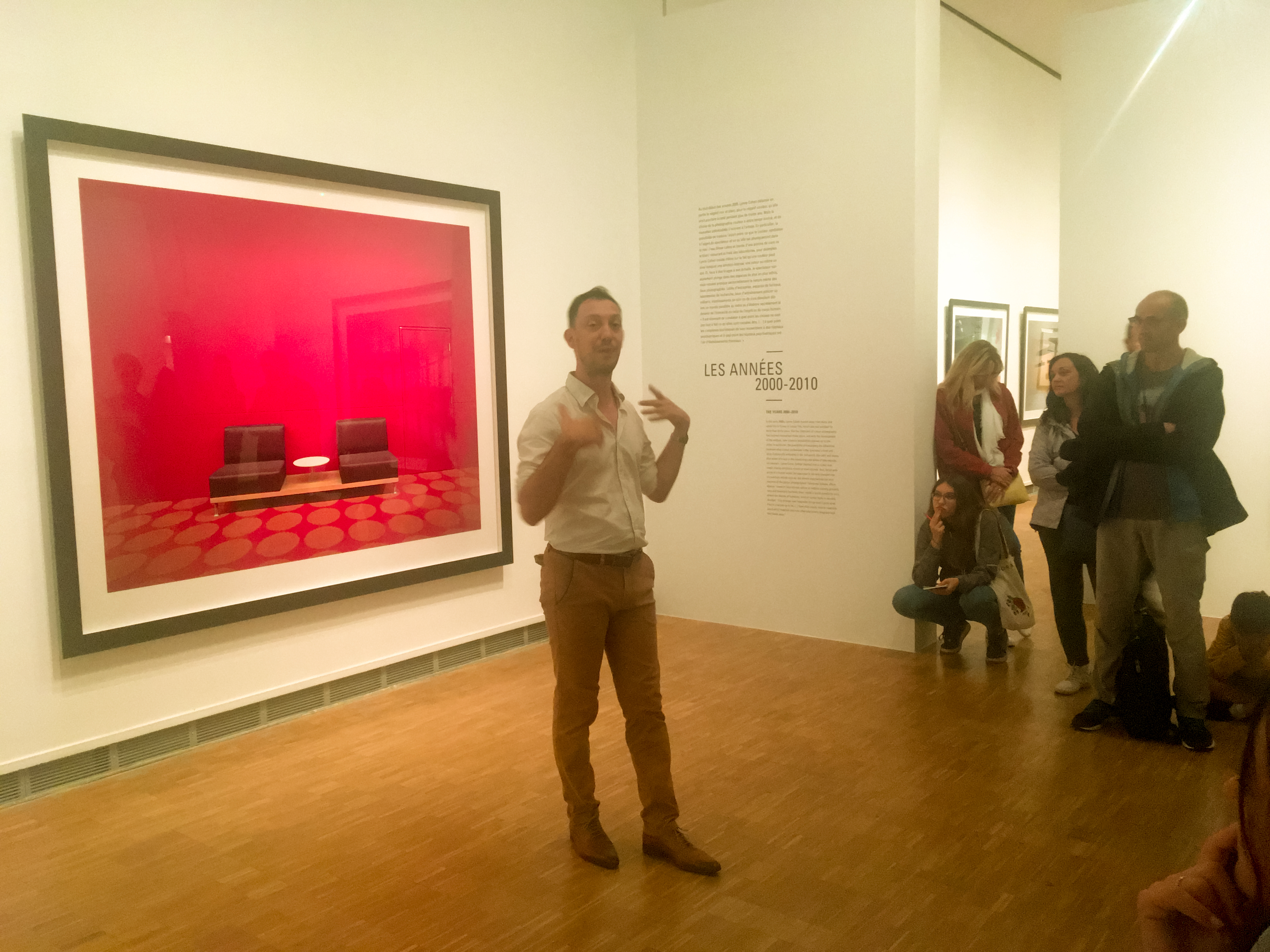
Exposition Double aveugle 1970-2012 de Lynne Cohen au Pavillon populaire (juin-septembre 2019).

Le Pavillon populaire est un espace d'exposition consacré à l'art photographique depuis la fin des années 1990, situé sur l'esplanade Charles de Gaulle à Montpellier. Construit en 1891 par l'architecte Léopold Carlier, il a été le siège de l'Association Générale des Étudiants de Montpellier puis a abrité des associations de la ville.

## Historique

### Le siège de l'AGEM puis des associations
À la fin du XIXe siècle, Montpellier est une ville universitaire réputée pour ses facultés de droit et de médecine. La jeune Association Générale des Étudiants de Montpellier, fondée en 1887, a besoin d'un nouveau local pour remplacer celui, trop exigu, qu'elle occupe rue du Clos René. Avec le soutien de la municipalité, elle fait construire et inaugure en 1891 son « Cercle des étudiants » sur le Champ de Mars. Le bâtiment confié à l'architecte de la ville Léopold Carlier (1839-1922) est contemporain de son voisin moins spectaculaire qui abrite la réunion des officiers. Léopold Carlier conçoit, sur une surface assez restreinte de 650 m2, un édifice surélevé au style néo-renaissance précédé d'un portique en pierre et orné de sculptures. L'intérieur est composé d'une très grande salle des fêtes, de plusieurs bureaux, d'une bibliothèque, d'une salle de conférences, de salles de gymnastique et d'hydrothérapie et d'une salle de billard. De célèbres peintres montpelliérains décorent nombre de ces salles. En 1905, le Cercle connaît de grosses difficultés financières et laisse le bâtiment à la ville qui le cède aux sociétés, nos actuelles associations. C'est de cette époque que date son nom de pavillon populaire.

### Un lieu symbolique pour les manifestations et les festivités
En juin 1907, l'immense manifestation vigneronne qui rassemble plus de 600 000 viticulteurs dans le centre de Montpellier causera des dommages au bâtiment. Des jeunes chantent L'Internationale et La Carmagnole… Toutes les vitres sont brisées, le Pavillon populaire est occupé par les manifestants.
En octobre 1914, équipé de 67 lits, il sert d'annexe à l'hôpital complémentaire N°1.
Bien des années plus tard, en 1968, c'est une nouvelle fois le Pavillon populaire qui est au centre des manifestations vigneronnes, occupé par 3 000 manifestants venus de toute la région.
Le 2 février 1971, des maires défenseurs de la viticulture occupent le lieu et le déclarent mairie du département de l'Hérault. Une plaque apposée le 2 février 2004 par Georges Frêche à l'entrée du bâtiment rappelle cet événement.
Le Pavillon populaire est le centre des grandes festivités populaires de la ville jusqu'au début des années 1980. C'est là que la victoire du Front populaire est fêtée en 1936, que la fin des deux Guerres mondiales est célébrée en grande pompe. Un siècle après sa construction, en 1991, l'architecte parisien François Pin rénove entièrement l'intérieur du bâtiment, dégageant l'espace central de ses cloisons, en construisant l'actuelle mezzanine. Le nouveau pavillon destiné aux expositions temporaires du musée Fabre est inauguré avec la rétrospective consacrée à Frédéric Bazille.

### Un lieu d'exposition consacré à l'art photographique
En 1993, la Galerie photo qui s'appelait l’Espace Photo Angle dirigée par le photographe Roland Laboye, lauréat du prix Niépce en 1977 et qui se trouvait alors au palais des congrès du Corum, investit le pavillon du musée Fabre à l'occasion d'une exposition de lithographies de Picasso en montrant les Portraits des jours et de la nuit du photographe Daniel Frasnay. En 1994, des photographies illustrant la thématique de l'humour emplissent une nouvelle fois le Pavillon, suivies par la photographie silencieuse de Jeanloup Sieff. En 1996, Montpellier est l'unique ville française, avec Paris, à présenter, toujours au Pavillon, la rétrospective de Robert Doisneau réalisée par le Musée d'Art moderne d'Oxford.
À partir de 2001, le Pavillon populaire devient un espace municipal de la Ville de Montpellier consacré à la photographie, ouvert gratuitement au public. 
Depuis 2011, Gilles Mora est le commissaire d'exposition du Pavillon populaire, où il présente trois expositions par an.

## Expositions de photographie présentées au Pavillon populaire
- 1993 : Daniel Frasnay, Portraits des jours et de la nuit
- 1994 : Humour et Photographie
- 1996 : Robert Doisneau, Rétrospective réalisée par le Musée d'Art moderne d'Oxford
- 2003 : Alain Ceccaroli, Journal d'un paysage méditerranéen, du 7 octobre 2003 au 29 novembre 2003
- 2004 : Manuel Álvarez Bravo, L'œuvre d'un maître de l'image, du 30 mars 2004 au 15 mai 2004
- 2004 : Bruno Barbey, Fez, Cité Impériale, du 18 mai 2004 au 19 juin 2004
- 2004 : Marilyn et ses amis - photos de la collection Sam et Larry Shaw (États-Unis), du 22 juin 2004 au 9 septembre 2004
- 2004 : Marc Riboud, 50 années de photographie en Chine, du 19 octobre 2004 au 29 janvier 2005
- 2005 : Jean-Claude Gautrand, Parcours avec l'œuvre d'un militant de l'image, du 1er mars 2005 au 2 avril 2005
- 2006 : Marie-Louise Bréhant, Images alchimiques, du 7 novembre 2006 au 30 décembre 2006
- 2007 : Photojournalisme Italien - Soixante ans d'histoire de l'Italie, 1945 -2005, du 22 mai 2007 au 1er juillet 2007
- 2008 : Mexique multiple : Augustin Casasola, Marco Antonio Cruz, Lourdes Grobet, Pabllo Ortiz Monasterio, Emiliano Zapata, du 15 février 2008 au 20 avril 2008
- 2008 : Weegee, New York, Weegee the Famous, du 15 juin 2008 au 14 septembre 2008
- 2010 : 20 ans de collection • Fonds photographique de la ville de Montpellier, du 3 mars 2010 au 30 avril 2010
- 2011 : Aires de jeux, champs de tension, figure de la photographie urbaine en Europe depuis 1970, 25 février 2011 au 24 avril 2011
- 2011 : Brassaï, Brassai en Amérique, 1957, du 17 juin 2011 au 30 octobre 2011
- 2012 : W. Eugene Smith, Pittsburgh, 1955-58, 1er mars 2012 au 3 juin 2012
- 2012 : Au bonheur des fleurs, photos de Nobuyoshi Araki, Denis Brihat, Paul den Hollander (nl), Lee Friedlander, Gérard Traquandi, du 13 juillet 2012 au 21 octobre 2012
- 2013 : La Volonté de bonheur, Témoignages photographiques du Front populaire 1934-1938, avec des photographies de Brassaï, Robert Capa, Henri Cartier-Bresson, Robert Doisneau, Nora Dumas, Gisèle Freund, André Kertész, François Kollar, Sam Lévin, Éli Lotar, Willy Ronis, David Seymour, ... du 2 mai 2013 au 9 juin 2013
- 2014 : Bernard Plossu, Couleurs, du 28 juin 2013 au 6 octobre 2013
- 2014 : Linda McCartney, Rétrospective 1965-1997, du 21 février 2014 au 4 mai 2014
- 2014 : Patrick Tosani, Changements d’état, 1983-2014, du 27 juin 2014 au 26 octobre 2014
- 2014 : Aaron Siskind, Une autre réalité photographique[5], du 28 novembre 2014 au 22 février 2015
- 2015 : La vie en Kodak - Colorama publicitaires de 1950 à 1970, du 25 mars 2015 au 17 mai 2015
- 2015 : Jakob Tuggener, Fabrik : une épopée industrielle 1933-1953, du 9 septembre 2015 au 18 octobre 2015
- 2015 : Denis Roche, Photolalies, 1967-2013, du 25 novembre 2015 au 14 février 2016
- 2016 : Hélène Hoppenot, Le Monde d'hier, 1933-1956, du 16 mars 2016 au 29 mai 2016
- 2016 : Elina Brotherus, La Lumière venue du nord, du 29 juin 2016 au 25 septembre 2016
- 2016 : Louise Dahl-Wolfe, L’élégance en continu, du 19 octobre 2016 au 8 janvier 2017
- 2017 : Notes sur l'asphalte, une Amérique mobile et précaire, 1950-1990, Donald Appleyard, John Brinckerhoff Jackson, Allan Jacobs, Chester Liebs, Richard Longstreth et David Lowenthal, du 8 février 2017 au 16 avril 2017
- 2017 : William Gedney, Only the Lonely, 1955-1984, du 28 juin 2017 au 17 septembre 2017
- 2017 : Ralph Gibson, La Trilogie - 1970-1974, du 18 octobre 2017 au 8 janvier 2018
- 2018 : Thérèse Rivière et Germaine Tillion, Aurès 1935, 7 février 2018 au 15 avril 2018
- 2018 : Heinrich Hoffmann, « Un dictateur en images » et en parallèle « Regards sur les ghettos », photographies des ghettos de Pologne prises par des inconnus, proposées par le Mémorial de la Shoah[6], du 27 juin 2018 au 23 septembre 2018
- 2018 : I Am A Man. Photographies et luttes pour les droits civiques dans le Sud des États-Unis, 1960-1970, Exposition collective avec des photographies de Bob Adelman, Dan Budnik, Roland Freeman, Ernest Withers, etc ... du 17 octobre 2018 au 7 janvier 2019
- 2019 : Andy Summers, Une certaine étrangeté, 6 février 2019 au 14 avril 2019
- 2019 : Lynne Cohen, Double aveugle 1970-2012, du 27 juin 2019 au 22 septembre 2019
- 2019 : Valie Export, Expanded Arts, du 23 octobre 2019 au 12 janvier 2020
- 2020 : Jean-Philippe Charbonnier, Raconter l'ailleurs et l'autre, du 5 février 2020 au 19 avril 2020
- 2020 : « The New-York school show – Les photographes de l'École de New York 1935-1965 », présentant un ensemble de près de 160 tirages originaux (couleur et noir et blanc) de 22 photographes : Lisette Model, Diane Arbus, Robert Frank, Bruce Davidson, Ted Croner, Homer Page, Ruth Orkin, Don Donaghy, Morris Engel, Dave Heath, Sy Kattelson, Arthur Leipzig, Louis Faurer, William Gedney, Sid Grossman, William Klein, Saul Leiter, Leon Levinstein, Helen Levitt, Ben Shahn, David Vestal, Dan Weiner,   du 7 octobre 2020 au 10 janvier 2021
- 2021 : Edward Burtynsky, Eaux Troublées[7],[8] du 23 juin 2021 au 26 septembre 2021
- 2021 : Andreas Müller-Pohle, « Mers et rivières[9] », du 3 novembre 2021 au 16 janvier 2022
- 2022 : Raymond Depardon, « Communes » du 16 février 2022 au 24 avril 2022
- 2022 : Devenir. Peter Lindbergh du 23 juin 2022 au 25 septembre 2022
- 2022 : « Métamorphose - La photographie en France 1968-1989 », commissaires d’exposition Michel Poivert et Anna Grumbach, présentant 240 photographies de divers photographes, du 23 octobre 2022 au 15 janvier 2023[10]
- 2023 : « La Surface et la Chair, Madame d'Ora, Vienne-Paris, 1907-1957 », du 18 février 2023 au 16 avril 2023
- 2023 : « Icônes cachées : Antoni Campañà, les images méconnues de la Guerre d’Espagne (1936-1939) » sur l'œuvre du photographe catalan Antoni Campañà i Bandranas consacrée à la guerre d’Espagne,  du 1er juillet 2023 au 24 septembre 2023[11]
- 2024 : « Dr Paul Wolff (1887-1951) : L'homme au Leica », véritable précurseur du petit format photographique, qui retrace l'histoire de la photographie pour aboutir à sa version moderne à travers le petit format, du 17 janvier 2024 au 14 avril 2024
- 2024 : « Gabriele Münter & Eudora Welty. Au début la photographie », présentant les photographies du sud des États-Unis prises par deux femmes artistes, l'une allemande, l'autre américaine, qui avaient comme point commun d'avoir débuté leur carrière par la photographie, avant de se consacrer à la peinture pour l'une et à l'écriture pour l'autre, du 26 juin 2024 au 29 septembre 2024[12],[13]
- 2024 : « Gisèle Freund. Une écriture du regard. », permettant de découvrir une partie souvent ignorée de l'œuvre de la photographe allemande, du 6 novembre 2024 au 9 février 2025 [14]